# Wydawnictwo Politechniki Śląskiej
Wydawnictwo Politechniki Śląskiej – wydawnictwo działające przy Politechnice Śląskiej. Zajmuje się wydawaniem recenzowanych naukowo książek, podręczników, monografii, zeszytów naukowych oraz periodyków. W alfabetycznym wykazie wydawnictw punktowanych Ministerstwa Nauki i Szkolnictwa Wyższego zajmuje miejsce nr 301 (80 pkt. za monografię).